# HMS Abercrombie (1915)
HMS Abercrombie – brytyjski monitor z okresu I wojny światowej, jedna z czterech jednostek typu Abercrombie. Okręt miał wyporność 6150 ton i osiągał prędkość 6,5 węzła, a jego główne uzbrojenie stanowiły dwa działa kalibru 356 mm produkcji amerykańskiej, uzupełniane przez artylerię mniejszego kalibru. Zwodowany 15 kwietnia 1915 roku w stoczni Harland and Wolff w Belfaście, został wcielony do służby w Royal Navy 29 maja 1915 roku. Początkowo okręt miał otrzymać nazwę na cześć amerykańskiego admirała Davida Farraguta, jednak ostatecznie nazwano go na cześć XVIII-wiecznego brytyjskiego generała Ralpha Abercromby’ego.
Okręt wziął czynny udział w działaniach wojennych na Morzu Śródziemnym, uczestnicząc m.in. w kampanii dardanelskiej. HMS „Abercrombie” został wycofany ze służby 9 maja 1919 roku, a w roku następnym rozbrojony. W 1927 roku monitor został sprzedany i następnie złomowany.

## Historia powstania
Konflikt światowy, który wybuchł w sierpniu 1914 roku, unaocznił nieprzygotowanie do walki niemal wszystkich uczestniczących w nim flot, w tym Royal Navy. Gdy 30 października po raz drugi w swym życiu Pierwszym Lordem Morskim został John Arbuthnot Fisher, z właściwą sobie energią zaczął realizować nowe koncepcje strategiczne, zakładające m.in. plan przeprowadzenia desantu na niemieckim wybrzeżu Bałtyku siłami armii rosyjskiej wspartej przez flotę brytyjską, co wiązało się z forsowaniem przez Royal Navy Cieśnin Duńskich. Planowane działania wymagały posiadania okrętów artyleryjskich o dużej sile ognia, mogących wspomóc lądowanie sił desantowych, oraz niewielkim zanurzeniu, zdolnych do działań na wodach przybrzeżnych. W rezultacie projektanci rozpoczęli prace nad wielkimi krążownikami typu Courageous oraz mniejszymi, znacznie prostszymi okrętami dysponującymi silniejszym uzbrojeniem od kanonierek – monitorami. Zadaniem tych ostatnich miało być także uczestnictwo w operacji zaplanowanej przez Pierwszego Lorda Admiralicji Winstona Churchilla, która zakładała zdobycie cieśnin tureckich, co umożliwić miało transport zaopatrzenia do Rosji przez Morze Czarne. Wobec stabilizacji frontu zachodniego, opartego na północy o wybrzeże kanału La Manche, nowo projektowane monitory potrzebne były jako okręty wspierające obronę wojsk Ententy, mające zastąpić zbyt narażone na uszkodzenie lub nawet utratę okręty liniowe. Innym pomysłem na ich użycie było wsparcie sił mających zdobyć wyspę Borkum.
3 listopada 1914 roku wizytę w Wielkiej Brytanii złożył Charles M. Schwab, prezes koncernu Bethlehem Steel, spotykając się m.in. z Fisherem i Churchillem. Poza zawarciem kontraktu na budowę w neutralnych wówczas Stanach Zjednoczonych 20 okrętów podwodnych dla Royal Navy, Schwab zaoferował Admiralicji nabycie czterech niemal ukończonych wież artyleryjskich z armatami kalibru 356 mm (14 cali), zamówionych przez Grecję dla budowanego w Niemczech pancernika „Salamis”. 10 listopada Brytyjczycy przyjęli ofertę i zakupili osiem dział, cztery podwójne łoża, cztery opancerzone wieże, dwa zestawy opancerzonych barbet i po 500 sztuk pocisków i ładunków miotających na lufę, z zamiarem wykorzystania na mających dopiero powstać monitorach, nazwanych wstępnie typem Styx.

## Projekt i budowa
Trzeci Lord Morski, kontradmirał F.C.T. Tudor zlecił szefowi Departamentu Budowy Okrętów (ang. Department of the Director of Naval Construction), którym był Eustace Tennyson d’Eyncourt, skonstruowanie opancerzonego okrętu artyleryjskiego o zanurzeniu nieprzekraczającym 3,05 metra, o maksymalnej ochronie przed torpedami i minami, osiągającego prędkość 10 węzłów i uzbrojonego w amerykańską wieżę z dwoma armatami kalibru 356 mm. Już 6 listopada powstał wstępny projekt okrętu o wyporności około 6000 ton, stworzony przez A.M. Worthingtona, a trzy dni później jego dopracowaniem zajął się Charles S. Lillicrap. Ważnym elementem ochrony przeciwpodwodnej były tzw. „bąble” przeciwtorpedowe, zwiększające szerokość o 4,58 metra z każdej burty; zastosowanie tych elementów nie tylko zmniejszało prędkość i manewrowość, ale też powodowało problemy z budową jednostek tego typu (odpowiednia infrastruktura stoczniowa) czy ich późniejszym dokowaniem. 17 listopada były gotowe linie teoretyczne kadłuba, na podstawie których w ośrodku Admiralty Experiment Works w Haslar koło Portsmouth powstał model, przeznaczony do prób przeprowadzonych w basenie testowym. Badania modelu wykazały, że zakładana moc siłowni (2000 KM) nie zapewni osiągnięcia prędkości 10 węzłów, wskazywano też na potrzebę zmiany kształtu kadłuba; jako że stocznia już rozpoczęła prace nad budową prototypowej jednostki, proponowane zmiany zostały odrzucone.
Monitor zbudowany został w stoczni Harland and Wolff w Belfaście (numer stoczniowy 472), na pochylni nr 2 o wymiarach 262 × 30 metrów. Mimo że stocznia od dawna nie miała doświadczenia w budowie okrętów wojennych, została wybrana ze względu na obciążenie innych stoczni i posiadane odpowiednio duże pochylnie – powstały w niej m.in. transatlantyki „Olympic” i „Titanic”. Stępkę okrętu położono 12 grudnia 1914 roku, a jego kadłub zwodowany został 15 kwietnia 1915 roku. W lutym 1915 roku do stoczni dotarły przewiezione z USA działa głównego kalibru i rozmontowane wieże, które zostały złożone w zakładach Coventry Ordnance Works.
Początkowo, w lutym 1915 roku jednostce nadano oznaczenie alfanumeryczne M1, po czym w tym samym miesiącu otrzymał nazwę „Admiral Farragut”, na cześć amerykańskiego admirała Davida Farraguta. Władze USA wystosowały jednak protest, powołując się na swą neutralność, więc 31 maja monitor powrócił do pierwotnego oznaczenia M1. 19 czerwca za aprobatą króla Jerzego V okręt nazwano ostatecznie „Abercrombie”, na cześć XVIII-wiecznego brytyjskiego generała Ralpha Abercromby’ego.
Koszt powstania okrętu wyniósł około 550 000 £, na co składało się 215 000 £ na budowę i wyposażenie jednostki w stoczni i 335 000 £ na importowane uzbrojenie wraz z amunicją.
12 maja 1915 roku dowództwo jednostki objął komandor (ang. Captain) H.M. Doughty, a trzy dni później okręt rozpoczął próby morskie. Stwierdzono słabą manewrowość i znacznie odbiegającą od założeń prędkość maksymalną wynoszącą 6 węzłów, uzyskaną podczas próby czterogodzinnej przy mocy 1864 KM na mili pomiarowej nieopodal Belfastu. Lekkie modyfikacje elementów podwodnej części kadłuba spowodowały osiągnięcie przez okręt prędkości 6,5 węzła. 22 maja przeprowadzono testy artylerii głównego kalibru, oddając po cztery strzały z każdego działa.

## Dane taktyczno-techniczne

### Charakterystyka ogólna
HMS „Abercrombie” był monitorem o wysokim, płaskim kadłubie o masie 2091 ton, wewnątrz którego znajdowały się trzy ciągłe pokłady: górny, główny i ładowni. Na osiągającym ¾ długości kadłuba płaskim pokładzie dziobowym znajdowały się opancerzone stanowisko dowodzenia, wieża artyleryjska, trójnożny maszt oraz pojedynczy komin. Umiejscowienie stanowiska dowodzenia przed wieżą artyleryjską okazało się niefortunne, więc przeniesiono je na platformę reflektora bojowego umieszczoną w połowie wysokości masztu, co jednak spowodowało jego zadymianie. Podczas pierwszego remontu podwyższono więc komin o 3,66 metra (12 stóp), by rozwiązać ten problem. Górny pokład był częściowo otwarty z obu burt i znajdowały się na nim m.in. kuchnie i toalety; pozostałe dwa pokłady mieściły maszynownię, kotłownię wraz z mechanizmami pomocniczymi, zasobnie węglowe, komory amunicyjne, magazyny i pomieszczenia mieszkalne. Integralną częścią kadłuba, zastosowaną po raz pierwszy na brytyjskich okrętach, były umieszczone na poziomie pokładu ładowni „bąble” przeciwtorpedowe o szerokości 4,58 metra każdy, składające się z dwóch części oddzielonych grodzią o grubości 38 mm (1,5 cala): wodoszczelnej zewnętrznej o szerokości 2,05 metra oraz otwartej wewnętrznej wypełnionej wodą morską, wpływającą przez otwory w poszyciu, o szerokości 1,53 metra. Wzdłuż „bąbla” zamocowana była linka stalowa, mająca chronić kadłub przed minami kotwicznymi.
Okręt miał długość całkowitą wynoszącą 102 metry (97,54 metra między pionami), szerokość całkowitą 27,5 metra (z „bąblami”; szerokość samego kadłuba wynosiła 18,29 metra) i zanurzenie 3,05 metra. Wyporność pełna wynosiła 6150 długich ton), a lekka 5300 ts.
Załoga okrętu składała się początkowo z 198 osób – 12 oficerów oraz 186 podoficerów i marynarzy. Kabiny oficerskie znajdowały się na pokładzie głównym w części rufowej, a pomieszczenia dla podoficerów i marynarzy na tym samym poziomie na śródokręciu i dziobie. Były to duże, wieloosobowe sale przeznaczone jednocześnie do spania, spożywania posiłków i rekreacji, w których każdy członek załogi miał swój hamak, miejsce do siedzenia i szafkę na rzeczy osobiste; ogrzewane były piecykami węglowymi i miały wentylację mechaniczną. Instalacja dodatkowego uzbrojenia podczas wojny spowodowała wzrost liczebności załogi do 208 osób.

### Urządzenia napędowe
Siłownię jednostki stanowiły dwie maszyny parowe poczwórnego rozprężania o łącznej mocy 2000 KM przy 175 obr./min, wyprodukowane w macierzystej stoczni, do których parę dostarczały dwa kotły wodnorurkowe Babcock & Wilcox o ciśnieniu roboczym 14 kG/cm², opalane węglem. Maszyny parowe miały cylindry o średnicy 343 mm (13,5 cala), 495 mm (19,5 cala), 711 mm (28 cali) i 1016 mm (40 cali), a skok tłoków wynosił 711 mm (28 cali). Okręt napędzały dwie trójłopatowe śruby o średnicy 2,29 metra każda i skoku 2,59 metra; miał dwa równoległe stery. Maksymalna prędkość okrętu wynosiła 6,5 węzła. Normalny zapas węgla wynosił 200 ton, a maksymalny 380 ton; pozwalało to osiągnąć zasięg wynoszący 1340 Mm przy prędkości 6 węzłów. Zużycie paliwa wynosiło około 40 ton węgla i 5–9 ton wody kotłowej na dobę (podczas prób okręt spalał 2,25 funta węgla na godzinę pracy na 1 KM, co w przeliczeniu dawało 48 ton na dobę). Masa układu napędowego z zapasem wody kotłowej wynosiła 376 ton.
Energię elektryczną wytwarzały dwa generatory elektryczne o mocy po 200 kW, napędzane głównymi silnikami parowymi zużywającymi moc 300 KM na każdy generator.

### Uzbrojenie i jego modyfikacje
Główną bronią artyleryjską monitora były dwa działa kalibru 356 mm BL Mark II L/45 produkcji zakładów Bethlehem Steel, umieszczone w obrotowej pancernej wieży. Działa miały stanowić uzbrojenie budowanego na greckie zamówienie w Niemczech drednota „Salamis”, a w US Navy wyposażone w nie były pancerniki typu New York, Nevada i Pennsylvania. Lufa miała długość 16,32 metra (45 kalibrów), w tym część gwintowana 15,82 metra. Masa lufy z zamkiem wynosiła 63,1 tony, a cała wieża z pancerzem i wyposażeniem ważyła 620 ton. Elektrycznie napędzana wieża mogła się obracać w zakresie od 0° do 150° na każdą burtę z prędkością 100° na minutę, a kąt podniesienia lufy wynosił od -1° do +15°, regulowany z prędkością 4° na sekundę. Działa wykorzystywały amunicję rozdzielnego ładowania: pociski odłamkowo-burzące (HE) 4 c.r.h. o masie 615 kg, wystrzeliwane przy pomocy ładunku miotającego N.C.T. o masie 106 kg, który składał się z rurek z nitrocelulozy w jedwabnych woreczkach. Maksymalna donośność wystrzeliwanego z prędkością początkową 762 m/s pocisku wynosiła 18 200 metrów, a szybkostrzelność 1–2 strzały na minutę. Łączny zapas amunicji bojowej kalibru 356 mm wynosił 240 sztuk (na okrętach przewożono również 30 pocisków ćwiczebnych). Pociski i ładunki miotające znajdowały się w położonych na pokładzie ładowni komorach amunicyjnych, poniżej wodnicy; pociski były przechowywane w pozycji pionowej. Ogień dział artylerii głównej był kierowany za pomocą dalmierza, zainstalowanego na maszcie głównym.
W 1917 roku na rufowym końcu pokładu dziobowego zamontowano pojedyncze działo kalibru 152 mm (6 cali) BL Mark XII L/45.
Na pokładzie górnym, pod pokładem dziobowym, zamontowano po obu stronach burt dwa pojedyncze działa kalibru 76,2 mm QF 12-pounder 18 cwt Mark I L/50 . Długość lufy o żywotności 1200 wystrzałów wynosiła 3,81 metra (50 kalibrów), a masa działa 914,4 kg. Działa wystrzeliwały pociski 2 c.r.h. HE o masie 5,63 kg za pomocą ładunku kordytu MD o masie 1,23 kg. Maksymalna donośność wystrzeliwanego z prędkością początkową 792 m/s pocisku wynosiła 8460 metrów, a szybkostrzelność 15 strzałów na minutę. Łączny zapas amunicji kalibru 76,2 mm wynosił 400 sztuk. W latach 1915–1916 działa kalibru 76,2 mm zostały przeniesione na pokład dziobowy i osadzone na podstawach typu HA, dzięki którym mogły prowadzić ogień do celów powietrznych. Okręt otrzymał też dodatkowe działo kalibru 76,2 mm QF 20 cwt na podstawie przeciwlotniczej.
Broń przeciwlotniczą stanowiły dwie pojedyncze armaty kalibru 47 i 40 mm, umieszczone odpowiednio po prawej i lewej stronie na końcu pokładu dziobowego. Działo kalibru 47 mm 3-pdr QF Mark I L/50, zamontowane na łożu HA Mark III, miało lufę o długości 2,35 metra (50 kalibrów) i masę 305 kg, a kąt podniesienia lufy wynosił od -5° do +80°. Działo wystrzeliwało pociski HE o masie 1,5 kg za pomocą ładunku kordytu o masie 0,38 kg. Maksymalna donośność pozioma wystrzeliwanego z prędkością początkową 784 m/s pocisku wynosiła 5120 metrów (pionowa 4570 metrów), a szybkostrzelność do 25 strzałów na minutę. Zapas amunicji kalibru 47 mm wynosił 500 sztuk. Działo kalibru 40 mm 2-pdr Vickers QF Mark II L/39 miało lufę o długości 1,57 metra (39 kalibrów) i masę 239 kg. Masa pocisku wynosiła 0,91 kg, a ładunek kordytu ważył 93 g. Szybkostrzelność wynosiła 200 strzałów na minutę, a donośność przy kącie podniesienia lufy 45° 6310 metrów. Zapas amunicji kalibru 40 mm wynosił 1000 sztuk.
Broń artyleryjską uzupełniały cztery pojedyncze karabiny maszynowe Maxim kalibru 7,7 mm, o szybkostrzelności teoretycznej 450 strzałów na minutę i łącznym zapasie amunicji 20 000 sztuk, nominalnie zamontowane na górnym pokładzie, które jednak mogły zostać użyte na okrętowych łodziach. Łączna masa uzbrojenia wraz z amunicją wynosiła 845 ton.

### Opancerzenie
Głównym elementem opancerzenia okrętu był znajdujący się wewnątrz kadłuba, wykonany ze stali Kruppa skośny pas burtowy o grubości 102 mm (4 cale) i szerokości 3,66 metra, rozciągający się od wodnicy do pokładu górnego, zamknięty na obu końcach poprzecznymi grodziami o grubości również 102 mm. Stworzona w ten sposób pancerna cytadela chroniła pomieszczenia siłowni, trzon wieży artyleryjskiej oraz komory amunicyjne. Przedłużeniem skosu był wykonany ze stali Kruppa pionowy pancerz na wysokości „bąbla” przeciwtorpedowego, także o grubości 102 mm. Pokład dziobowy miał grubość 25 mm (1 cal), pokład górny na śródokręciu 51 mm (2 cale), a pokład główny na dziobie i rufie miał grubość 25 mm (wszystkie wykonane ze stali HT). Maszyna sterowa chroniona był pancerzem o grubości 38 mm (1,5 cala). Stanowisko dowodzenia chronione było pancerzem o grubości 152 mm (6 cali) z boku i 63,5 mm (2,5 cala) z góry, a umieszczone na maszcie stanowisko kierowania ogniem miało ściany boczne i podest o grubości 25 mm. Wieże dział głównego kalibru opancerzone były od czoła płytami o grubości 254 mm (10 cali), ściany boczne i tylna miały grubość 178 mm (7 cali), a dach miał grubość 102 mm. Barbeta miała pancerz grubości 203 mm na odcinku od wieży do pokładu górnego, a poniżej jej grubość spadała do 51 mm. Łączna masa opancerzenia jednostki wynosiła 1852 tony, co stanowiło około 30% całkowitej masy jednostki.

### Wyposażenie
Jako środki ratownicze i komunikacyjne okręt miał na wyposażeniu dwa kutry i łódź motorową (wszystkie o długości 9,2 metra), zawieszone na żurawikach w rufowej części pokładu górnego, a także umieszczony na pokładzie dziobowym bączek o długości 4,9 metra i cztery tratwy ratunkowe Carley. Okręt był przystosowany do przenoszenia wodnosamolotu pokładowego do korygowania ognia artyleryjskiego, przechowywanego w stanie złożonym w znajdujących się za kominem dwóch pojemnikach o wymiarach 9,46 × 3,66 × 3,97 metra, opuszczanego i podnoszonego z wody przez dwa żurawiki.

## Służba

### I wojna światowa

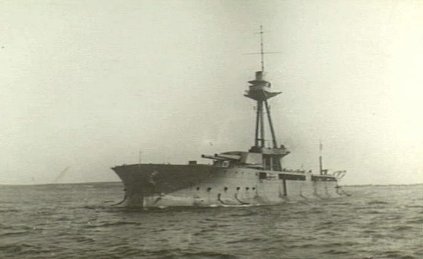
HMS „Abercrombie” nieopodal Gallipoli w lipcu 1915 roku

Okręt został przyjęty do służby w Royal Navy 29 maja 1915 roku, pod nazwą HMS „Admiral Farragut”. Dwa dni później monitor powrócił do pierwotnego oznaczenia HMS M1. Aby zwiększyć prędkość monitora na początku czerwca w suchym doku w Avonmouth dokonano wymiany śrub na czterołopatowe o średnicy zmniejszonej do 2,21 metra i skoku 2,28 metra, dzięki czemu 6 czerwca nieopodal Milford Haven okręt osiągnął na próbach prędkość 7,04 węzła (zmniejszyły się też wibracje kadłuba).

#### Kampania dardanelska
7 czerwca Pierwszy Lord Admiralicji Arthur Balfour podjął decyzję o wysłaniu 15 monitorów, w tym wszystkich czterech typu Abercrombie na Morze Śródziemne, w celu wsparcia kampanii dardanelskiej. Po dokonaniu w kwietniu 1915 roku lądowania na Półwyspie Gallipoli, walczące na lądzie oddziały wymagały artyleryjskiego wsparcia ze strony okrętów, jednak po utracie jednego francuskiego („Bouvet”) i trzech brytyjskich pancerników („Irresistible”, „Ocean” i „Goliath”) postanowiono skierować do walki mniej wartościowe jednostki.
19 czerwca okręt otrzymał ostateczną nazwę HMS „Abercrombie”. 24 czerwca, po przeprowadzonym w stoczni w Pembroke remoncie i załadowaniu dodatkowych 170 ton węgla do tymczasowych bunkrów, monitor wyszedł w liczący około 3000 Mm rejs w rejon cieśnin tureckich, w towarzystwie krążownika HMS „Theseus”, który w celu zwiększenia tempa płynięcia kilkakrotnie brał na hol monitor. Rozwijając maksymalnie prędkość 9 węzłów i zatrzymując się po drodze w Gibraltarze i na Malcie, 12 lipca oba okręty dotarły do głównej bazy alianckiej floty na Morzu Egejskim – Mudros. „Abercrombie” przeszedł następnie na kotwicowisko Kefalo na wyspie Imbros, położonego w odległości 10 Mm Przylądka Helles, poza zasięgiem osmańskiej artylerii nadbrzeżnej. Okręt został jednostką flagową dowódcy sił wsparcia, kontradmirała Nicholsona i natychmiast wszedł do akcji, wystrzeliwując w ciągu 50 minut 12 pocisków kalibru 356 mm w kierunku składów amunicji na azjatyckim wybrzeżu Dardaneli, nad zatoką Eren Keui, nie osiągając trafień (sam natomiast otrzymał trafienie pociskiem kalibru 150 mm, który wpadł do położonej na rufie kabiny dowódcy, nie eksplodując).
W dniach 6–7 sierpnia okręt został przydzielony do zespołu okrętów wspierających desant w zatoce Suvla, w skład którego wchodziły m.in. siostrzane monitory „Havelock” i „Raglan”. Zadaniem „Abercrombie” i „Raglana” był ostrzał wsi Krythia i wzgórza Achi Baba, gdzie przebywały spore siły wojsk osmańskich; „Abercrombie” uzyskał jedno bezpośrednie trafienie w fort. Podczas walk w zatoce Suvla trzy monitory wystrzeliły łącznie 138 pocisków odłamkowo-burzących kalibru 356 mm, a ich ostrzał był korygowany przez wodnosamoloty pokładowe i operujące z lądu samoloty Royal Naval Air Service. W tym celu we wrześniu na pokładzie HMS „Abercrombie” zaokrętowano wodnosamolot Sopwith Schneider. Duże zużycie importowanej amunicji zmusiło jednak dowództwo do ograniczenia częstotliwości prowadzenia ostrzału przez jednostki typu Abercrombie do 10 pocisków na tydzień. 8 września okręt został kilkakrotnie trafiony pociskami kalibru 75 mm, które wyrządziły szkody w omasztowaniu i zniszczyły windę pokładową. W tym miesiącu wszystkie monitory typu Abercrombie weszły w skład I dywizjonu Eskadry Specjalnej.
W październiku i następnych miesiącach 1915 roku okręt wspierał ogniem swojej artylerii cele położone w okolicy Przylądka Helles. W tym czasie nastąpiła zmiana dowódcy HMS „Abercrombie” – komandor H.M. Doughty objął komendę nad pancernikiem „Agincourt”, a jego następcą został komandor A.U. Moore. W grudniu 1915 roku alianci podjęli decyzję o wycofaniu wojsk z Gallipoli, a monitory I dywizjonu miały stanowić osłonę operacji ewakuacji znajdujących się na plażach 130 000 żołnierzy. Najpierw „Abercrombie” i „Havelock” odpierały kontrataki wojsk osmańskich podczas ewakuacji sił alianckich z tzw. zatoki Anzac i zatoki Suvla, zakończonej w nocy z 19 na 20 grudnia bez strat ludzkich, a od 20 grudnia ubezpieczały operację ewakuacyjną ponad 37 000 żołnierzy zgromadzonych na Przylądku Helles, która zakończyła się z 8 na 9 stycznia 1916 roku.

#### Dalsza służba na Morzu Śródziemnym
Po ewakuacji wojsk alianckich z Dardaneli „Abercrombie” i „Raglan” pozostały na Morzu Śródziemnym i zostały włączone do Eskadry Egejskiej, która miała za zadanie dozorowanie wyjścia z cieśnin tureckich, zabezpieczenie zajętych wysp greckich u wybrzeży Azji Mniejszej oraz wsparcie artyleryjskie wojsk na froncie salonickim. Bazujący na Imbros okręt brał udział w ostrzale oddziałów osmańskich na półwyspie Gallipoli, a następnie uczestniczył w patrolach na wodach Morza Egejskiego, ukierunkowanych na powstrzymanie ewentualnych prób przedarcia się krążownika liniowego „Yavuz Sultan Selim”, operując z Kefalo. Jednostka często stanowiła cel nalotów: podczas jednego z nich „Abercrombie” został ostrzelany z karabinów maszynowych i uniknął trafienia dwóch bomb, a pocisk z jego działa przeciwlotniczego kalibru 76 mm przypadkowo trafił w znajdujące się na pokładzie pojemniki z parafiną i benzyną, powodując pożar. W maju 1916 roku monitor udał się na Maltę na remont stoczniowy, a w lecie powrócił na Imbros. 5 października „Abercrombie” wraz z HMS M32 ostrzelał węzeł kolejowy Bedoma Junction na linii łączącej Konstantynopol z Salonikami, trafiając cel bezpośrednio pięcioma z 17 wystrzelonych pocisków z odległości 16,5 km (18 000 jardów). W ciągu 15 miesięcy służby okręt wystrzelił 500 pocisków z dział głównego kalibru.
Do końca 1916 roku monitor brał udział w operacjach na północy Morza Egejskiego, by na początku 1917 roku powrócić do Kefalo. Stamtąd operując uczestniczył w patrolach na wodach u wyjścia z cieśnin tureckich. W kwietniu „Abercrombie” przeszedł pod Stavros nieopodal Salonik, w celu wsparcia walczących tam oddziałów alianckich. W maju okręt znów udał się na Maltę, gdzie podczas remontu stoczniowego na pokładzie rufowym zamontowano pojedyncze działo kalibru 152 mm. Następnie powrócił pod Stavros, gdzie przebywał do końca września, a w kolejnych miesiącach aż do stycznia 1918 roku operował w pobliżu wysp Samos, Imbros, Mitylene i Chios. Po utracie siostrzanej jednostki „Raglan”, „Abercrombie” został jedynym silnie uzbrojonym monitorem na Morzu Egejskim. Przez większość 1918 roku operował ze Stavros, udając się do bazy na Mudros w celu uzupełnienia zapasów i zapewnienia wypoczynku załodze. W maju na Malcie na okręcie dokonano wymiany zużytych luf dział artylerii głównej na nowe, produkcji brytyjskiej. W sierpniu monitor stał się obiektem nieudanego ataku torpedowego ze strony wrogiego okrętu podwodnego, w wyniku którego został uszkodzony krążownik HMS „Endymion”. 29 października, po zawarciu przez Bułgarię zawieszenia broni, jednostka powróciła na Mudros. 11 listopada, w dniu zakończenia działań wojennych na froncie zachodnim, HMS „Abercrombie” wraz z innymi okrętami brytyjskimi wszedł do Dardaneli i zakotwiczył na wysokości Çanakkale.
Podczas działań wojennych śmierć poniósł tylko jeden członek załogi monitora – artylerzysta Thomas P.L. Card, który zginął 2 sierpnia 1917 roku na pokładzie okrętu łącznikowego HMS „Ermine”, który zatonął na Morzu Egejskim po wejściu na minę postawioną przez SM UC-23 .

### Po I wojnie światowej
W lutym 1919 roku okręt wyruszył z Çanakkale w rejs powrotny na Wyspy Brytyjskie, docierając po pięciokrotnym uzupełnianiu paliwa 19 kwietnia do Devonport. Po wyładowaniu amunicji monitor przeszedł do Immingham, gdzie 9 maja 1919 roku został wycofany ze służby. W czerwcu 1920 roku jednostkę przeholowano do Portsmouth i rozbrojono, demontując wieżę artylerii głównej i artylerię pomocniczą. Monitor został wystawiony przez Royal Navy na sprzedaż w celu złomowania wraz ze 112 innymi przestarzałymi okrętami i został nabyty przez firmę T.W. Ward z Sheffield za cenę około 11 000 £, jednak marynarka zamiast „Abercrombie” przekazała T.W. Ward inny okręt, a jednostkę pozostawiono w Portsmouth aż do 1927 roku. Wtedy monitor został po raz drugi sprzedany firmie T.W. Ward i 29 lipca trafił do stoczni złomowej  w Inverkeithing, gdzie został rozebrany do końca 1927 roku.